# Supertungvikt i boxning vid olympiska sommarspelen 2000
Resultat från boxning vid olympiska sommarspelen 2000 och herrarnas supertungvikt. De 28 boxarna vägde över 91 kg. Tävlingarna arrangerades i Sydney Convention and Exhibition Center.

## Medaljörer
| Klass         | Guld                             | Silver                             | Brons                      |
| Supertungvikt | Audley Harrison · Storbritannien | Mukhtarkhan Dildabekov · Kazakstan | Paolo Vidoz · Italien      |
| Supertungvikt | Audley Harrison · Storbritannien | Mukhtarkhan Dildabekov · Kazakstan | Rustam Saidov · Uzbekistan |

## Resultat

### Första omgången
| Första Rundan Datum: Lördagen 23 september 2000 | Första Rundan Datum: Lördagen 23 september 2000 | Första Rundan Datum: Lördagen 23 september 2000 |
| Vinnare                                         | Resultat                                        | Förlorare                                       |
| ----------------------------------------------- | ----------------------------------------------- | ----------------------------------------------- |
| Rustam Saidov (UZB)                             | 21:8                                            | Ahmed Abdel Samad (EGY)                         |
| Art Binkowski (CAN)                             | 21:14                                           | Michael Macaque (MRI)                           |
| Mukhtarkhan Dildabekov (KAZ)                    | 16:5                                            | Grzegorz Kielsa (POL)                           |
| Alexis Rubalcaba (CUB)                          | KO-1                                            | Cengiz Koc (GER)                                |
| Samuel Peter (NGR)                              | 17:14                                           | Constantin Onofre (ROU)                         |
| Paolo Vidoz (ITA)                               | RSC-4                                           | Calvin Brock (USA)                              |
| Audley Harrison (GBR)                           | RSC-4                                           | Alexei Lezin (RUS)                              |
| Aleksey Masikin (UKR)                           | 19:5                                            | Angus Shelford (NZL)                            |

### Kvartsfinaler
| Kvartsfinaler Datum: Torsdagen 27 september 2000 | Kvartsfinaler Datum: Torsdagen 27 september 2000 | Kvartsfinaler Datum: Torsdagen 27 september 2000 |
| Vinnare                                          | Resultat                                         | Förlorare                                        |
| ------------------------------------------------ | ------------------------------------------------ | ------------------------------------------------ |
| Rustam Saidov (UZB)                              | RSC-2                                            | Art Binkowski (CAN)                              |
| Mukhtarkhan Dildabekov (KAZ)                     | 25:12                                            | Alexis Rubalcaba (CUB)                           |
| Paolo Vidoz (ITA)                                | 14:3                                             | Samuel Peter (NGR)                               |
| Audley Harrison (GBR)                            | 19:9                                             | Aleksey Masikin (UKR)                            |

### Semifinaler
| Semifinaler Datum: Lördagen 29 september 2000 | Semifinaler Datum: Lördagen 29 september 2000 | Semifinaler Datum: Lördagen 29 september 2000 |
| Vinnare                                       | Resultat                                      | Förlorare                                     |
| --------------------------------------------- | --------------------------------------------- | --------------------------------------------- |
| Mukhtarkhan Dildabekov (KAZ)                  | 28:22                                         | Rustam Saidov (UZB)                           |
| Audley Harrison (GBR)                         | 32:16                                         | Paolo Vidoz (ITA)                             |

### Final
| Final Datum: Måndagen 1 oktober 2000 | Final Datum: Måndagen 1 oktober 2000 | Final Datum: Måndagen 1 oktober 2000 |
| Vinnare                              | Resultat                             | Förlorare                            |
| ------------------------------------ | ------------------------------------ | ------------------------------------ |
| Audley Harrison (GBR)                | 30:16                                | Mukhtarkhan Dildabekov (KAZ)         |